# Enaria androyensis
Enaria androyensis är en skalbaggsart som beskrevs av Dewailly 1950. Enaria androyensis ingår i släktet Enaria och familjen Melolonthidae. Inga underarter finns listade i Catalogue of Life.